# Harry Brooks
Harry Brooks. född den 20 september 1895 i Homestead, Pennsylvania, död den 22 juni 1970 i Teaneck, New Jersey var en amerikansk kompositör och jazzpianist. Som kompositör är han mest känd för (tillsammans med Fats Waller) "Ain't Misbehavin'" samt "(What Did I Do To Be So) Black and Blue".